# Tornado Outbreak vom 2./3. März 2012
Der Tornado Outbreak vom 2./3. März 2012 war eine Serie von siebzig bestätigten Tornados in den Vereinigten Staaten mit Schwerpunkt über dem Ohio Valley westlich der Appalachen, in deren Verlauf mindestens 41 Personen getötet wurden, die meisten davon in Kentucky. Tote verursachten Tornados auch in Alabama, Indiana und Oklahoma. Es war die Tornadoserie mit der zweithöchsten Zahl an Toten, die sich Anfang März seit Beginn verlässlicher Aufzeichnungen ereignete; lediglich 1966 kamen beim Candlestick-Park-Tornado in dieser Jahreszeit eine größere Anzahl an Menschen zu Tode.
Die folgenschwersten Tornados in diesen beiden Tagen waren ein EF-4-Tornado, in dessen 79 km langer Schneise der Zerstörung durch Washington County, Clark County, Scott County und Jefferson County in Indiana sowie Trimble County in Kentucky insgesamt elf Menschen getötet wurden sowie ein EF-3-Tornado, in dessen 150 km langer Zugbahn durch Menifee County, Morgan County, Johnson County und Laurence County in Kentucky sowie Wayne County und Lincoln County in West Virginia zehn Menschen starben. Jeweils fünf Menschen starben in Kentucky bei einem EF-2-Tornado im Laurel County und bei einem EF-3-Tornado im Grant County und Kenton County. Drei Personen tötete ein EF-3-Tornado in Moscow, Ohio. Jeweils zwei Menschen starben bei EF-3-Tornados in der Nähe von Salyersville, Kentucky beziehungsweise Holton, Kentucky. Ein Mensch kam bei einem EF-2-Tornado bei Jacksons Gap, Alabama ums Leben.

## Meteorologischer Überblick

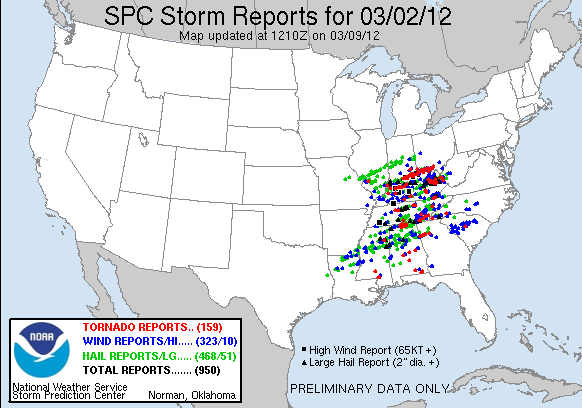
Sturmereignisse am 2. März

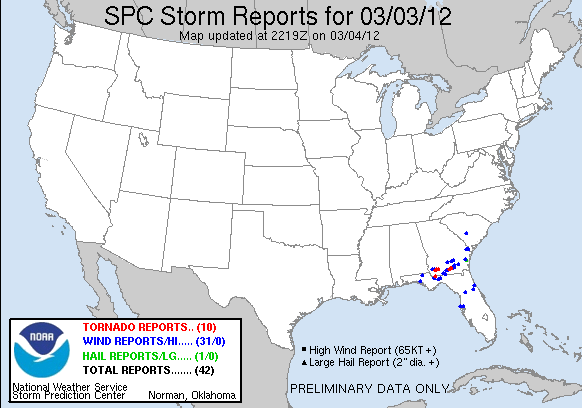
Sturmereignisse am 3. März

Die ersten drei Wochen des März 2012 waren in Bezug auf Tornados außergewöhnlich ruhig gewesen, doch weniger als 72 Stunden vor dem Beginn des Tornado Outbreaks vom 2./3. März kam es zu einem anderen Tornado Outbreak. Fünfzehn Personen starben während dieser Wirbelstürme, darunter acht Bewohner der Stadt Harrisburg, Illinois. Die Stadt hatte ein Tornado der Stufe EF-4 der Erweiterten Fujita-Skala getroffen. Am 1. März wurde vom Storm Prediction Center (SPC) für den Folgetag ein mäßiges Unwetterrisiko für ein großes Gebiet zwischen Tuscaloosa, Alabama und Dayton, Ohio vorhergesagt, weil ein intensives Sturmsystem über die Region hinwegzog, in der sehr starke Windscherung herrschte. Intensive Tornados wurden für möglich gehalten. Am Morgen des 2. März stufte das SPC das Unwetterrisiko hoch, und für die Mitte von Tennessee und Zentral-Kentucky wurden Unwetterwarnungen ausgegeben. Diese wurden später auf die Mitte und den Süden von Indiana und das südliche Ohio ausgedehnt. Das Storm Prediction Center erwähnte dabei ausdrücklich das vorhandene Potential für das Eintreten signifikanter Tornados. Mehrere Gefahrenwarnungen vor Tornados wurden kurz darauf ausgegeben.
Der Outbreak begann ziemlich früh am Vormittag, wobei die Anfangsrunde von Stürmen und Tornados in Verbindung mit der sich annähernden Warmfront auftrat, die mit einem sich rasch vertiefenden Tiefdruckgebiet über den zentralen Großen Seen verbunden war. Dadurch gelangten ausgedehnte warme Luftmassen in die Region, sodass die Temperaturen fast Rekordhöhen für Anfang März erreichten und so in der Kombination mit extremer Windscherung zu unbeständigem Wetter beitrugen. In der Folge bildete sich eine viel größere unterbrochene Linie von einzelnen Superzellen entlang des Ohio River; zusätzliche Gewitter entwickelten sich weiter südlich. Diese Zellen zogen im Laufe des Nachmittags ostwärts über das Ohio Valley, nahe an Louisville, Kentucky und südlich an Cincinnati, Ohio vorbei, mit teilweise vernichtenden Auswirkungen.
Weiter südlich entwickelte sich eine davon isolierte Aktivität. Intensive Superzellen bildeten sich am späten Nachmittag auch im zentralen Kentucky; diese zogen nach Osten in die Region der Eastern Mountain Coal Fields und schwächten sich ab, als sie am Abend West Virginia erreichten. In diesem Bereich herrschte die stärkste Windscherung, mit Werten der Helizität, die – abgesehen von gebietsweise niedrigeren Instabilitätswerten – bis zu 800 m2/s2 erreichten und so eine heftige Rotation erlaubten. Dadurch kam es in mehreren Ortschaften zu schweren Schäden.
Am nächsten Tag, dem 3. März, zog die Kaltfront weiter in Richtung der Ostküste der Vereinigten Staaten, doch die stärkste Aktivität konzentrierte sich auf das Gebiet an der Bundesstaatsgrenze zwischen Georgia und Florida. Warnungen vor einem niedrigen Unwetterisiko wurden für einen schmalen Bereich zwischen Cape Hatteras und dem Mississippi-Delta erteilt. Ein Mesoscale Convective System (MCS) in South Carolina war verantwortlich für Hagelschlag in dem Gebiet, doch die Bedrohung durch Tornados ging aufgrund niedrigerer Instabilitätswerte zurück. Der Großteil der Tornadoaktivität dieses Tages wurde beeinflusst durch ein System in der Höhe über Florida, das außerdem Sachschäden verursachende Windböen auslöste. Am 4. März war der größte Teil der Kaltfront, die für den Tornado Outbreak verantwortlich war, auf den Atlantischen Ozean hinausgezogen, und nur ein kleiner Gewitterkomplex reichte noch bis nach Florida, sodass für einen Teil Florida ein niedriges Unwetterrisiko erklärt wurde. Vereinzelt kam es an der Ostküste noch zu Gewittertätigkeit, doch wurden keine weiteren Tornados gemeldet.

## Tornados
| Bestätigt Total | Bestätigt EF0 | Bestätigt EF1 | Bestätigt EF2 | Bestätigt EF3 | Bestätigt EF4 | Bestätigt EF5 |
| 70              | 27            | 18            | 14            | 9             | 2             | 0             |

### Fredericksburgh–Bedford-Tornado
Der folgenschwerste Tornado des Ausbruchs vom 2./3. März war ein EF-4-Tornado, der seinen Anfang bei Fredericksburg, Indiana nahm und dann über die Staatsgrenze bis nach Bedford, Kentucky führte. Durch seine Auswirkungen starben entlang des 79 km langen Pfades der Verwüstung elf Personen, und hunderte von Wohnhäusern wurden zerstört. Der Schwerpunkt der Schäden lag im Bereich der kleineren Siedlungen New Pekin, Henryville, Marysville und Chelsea.
Der Tornado setzte gegen 14:50 Uhr Ortszeit am südlichen Rand von Fredericksburg auf und verursachte gleich Schäden. Der Tornado zog nordostwärts durch überwiegend bewaldetes Gelände, wo er viele Bäume umriss und entwurzelte. Nach einigen Minuten intensivierte sich der Tornado zu einem EF-2-Tornado, zerstörte einen Metallfachwerkturm und brach zahlreiche Bäume ab. An der Indiana State Road 135 verstärkte sich der Sturm weiter. Dort riss er etwa sieben Zentimeter große Asphaltstücke aus dem Straßenbelag und schleuderte sie bis zu 25 m weit fort; kleinere Fragmente des Straßenbelags wurden später bis zu 400 m weit entfernt gefunden. Nach der Überquerung der Straße weitete sich der Rüssel des Tornados, und die Schäden am Baumbestand nahmen stark zu. Häuser in diesem Bereich wurden in der Intensitätsstufe EF2 und EF3 geschädigt. Als der Wirbelsturm sich dem Südrand von New Pekin annäherte, weitete er sich stärker und gewann noch weiter an Kraft. Mit einer geschätzten Windgeschwindigkeit von 270 km/h erreichte der Tornado die Kategorie EF4 und schnitt durch den Süden des Ortes. Eine Fabrik wurde vollständig dem Erdboden gleichgemacht, wobei die Trümmer entlang des Tornadozugpfades teils über einen Kilometer weit mitgerissen wurden. Verbindungsbolzen wurden verbogen, und bei einem aus Metall gebauten Gebäude wurden Teile der Verkleidung weggerissen, offenbar durch einwärts gerichtete Winde der Zirkulation. In der Nähe wurden fünf Personen einer Familie in ihrem Mobilheim getötet. Zahlreiche weitere Häuser und Mobilheime in diesem Gebiet wurden zerstört. Während sich der Tornado der Grenze zum Clark County annäherte, behielt er eine Intensität im oberen Bereich der Kategorie EF3 und in der Kategorie EF4 bei. Er zog weiter durch ein ländliches Gebiet. Ein aus Backsteinen gebautes Haus am Kamm eines Hügels wurde völlig zerstört, und ein Wohnanhänger wurde durch den Wind von dieser Stelle 400 m weit verfrachtet und landete an einer Stelle, wo ein weiteres Backsteingebäude zerstört wurde. Hier riss der Tornado mehrere Kühe mit sich, deren Überreste später nicht gefunden wurden. In dem hier bis 800 m breiten Pfad wurden tausende von Bäumen regelrecht umgemäht. Nebengebäude und Getreidespeicher wurden zerstört, und ein Auto 100 m weit durch die Luft gewirbelt. Der Tornado behielt die EF4-Intensität bei, als er das Clark County erreichte, wo er mehrere massiv gebaute Häuser dem Erdboden gleichmachte. Weiter nordostwärts ziehend verlor der Wirbelsturm allerdings kurzzeitig an Kraft; an zwei Mobilheimen wurden EF2-typische Schäden und an einem in Holzständerbauweise gebauten Haus EF3-typische Schäden festgestellt. Ein Mann, der noch kurz zuvor den herannahenden Tornado gefilmt hat, wurde in seinem Mobilheim getötet. Nebengebäude wurden zerstört und einige weitere Häuser leicht bis mäßig beschädigt. Als der Tornado dann die Interstate 65 überquerte, intensivierte er sich wieder zu einem EF4-Tornado. Mehrere Autofahrer wurden schwer verletzt, weil ihre Fahrzeuge mitgerissen und Lastwagen umgeworfen wurden. Die Autobahn war stundenlang gesperrt, weil die eingeschlossenen Insassen aus den Trümmern ihrer Fahrzeuge befreit werden mussten.
Der Tornado traf dann östlich der Interstate auf Henryville und zerstörte dort viele Häuser und Gewerbebetriebe, wobei einige Häuser vom Sturm mitgerissen wurden. In einer Schule der Stadt, die wegen des Tornados von den meisten Schülern und Lehrern rechtzeitig verlassen wurde, blieben einige Schüler zurück und verbrachten den Durchzug des Tornados in dem Gebäude, das in der Kategorie EF4 geschädigt wurde; die Cafeteria der Schule wurde völlig zerstört. Einige Autos auf dem Parkplatz der Schule wurden herumgeworfen, und bei einem Fahrzeug trieb der Wind einen Balken senkrecht durch die Motorhaube und den Unterboden. Bodennahe Winde waren hier so stark, dass sie kleine Trümmerteile unter auf dem Parkplatz montierte Plastiksignalstreifen trieben. Schulbusse wurden vom Wirbelsturm erfasst und mitgerissen. Zwei der Karosserien riss der Wind vom Fahrgestell, und ein Schulbus wurde durch die Wand eines Restaurants geschleudert. Eine Tankstelle und mehrere Gewerbebetriebe wurden zerstört oder stark beschädigt, und zahlreiche Häuser in Henryville wurden zerstört. Herumgeworfen durch den Wirbelsturm wurden auch Autos, und entlang des Tornados-Zugweges brachen hunderte von Bäumen ab oder wurden entwurzelt. Einige große in Metallbauweise errichtete Industriebauten wurden ebenfalls zerstört. Der Tornado hatte in der Umgebung von Henryville seine größte Intensität und erreichte Windgeschwindigkeiten, die auf bis zu 280 km/h geschätzt wurden. Sachverständige fanden in der Ortschaft Spuren mehrerer intensiver Wirbel. Das zuvor stark mit Bäumen bewachsene Gebiet um Henryville wurde stark entwaldet. Trümmerteile aus Henryville wurden später in einem Gebiet gefunden, das ostwärts bis nach Ohio reichte.
Auf seinem Weg nach Osten erreichte der Tornado danach den kleinen Ort Marysville, demolierte dort viele Häuser, und ein großer Teil der Ortschaft wurde durch den Wind dem Erdboden gleichgemacht. Der Wind wehte mehrere Blockhäuser von ihren Gründungen und verteilte die Trümmer auf dem umliegenden Farmland, zahlreiche Bäume brachen ab oder wurden entlaubt. Autos wurden umgeworfen, und zahlreiche Nebengebäude wurden teils beschädigt, teils zerstört. In der Umgebung von Marysville wurde eine Kirche beschädigt. Die Untersuchung der Schäden ergab ein komplexes Schadensmuster und Hinweise auf mehrere Wirbel, die sich ein gutes Stück entfernt vom Hauptschadenspfad bildeten, bevor sie von der Hauptzirkulation absorbiert wurden oder sich intensivierten und zeitweise selbst zur Hauptzirkulation wurden. Luftaufnahmen zeigen ausgeprägte radlinige Streifen auf den Feldern außerhalb von Marysville. EF3-Schäden setzten sich östlich der Stadt fort, wo mehrere Mobilheime zerstörmt und deren Trümmer über einen Kilometer weit mitgerissen wurden. Der Tornado gelangte kurzzeitig ins Clark County, beschädigte dort zwei Häuser schwer, riss Strommasten um, bevor er das Jefferson County erreichte. Im Jefferson County traf der Tornado die kleine Siedlung Chelsea, wo der Tornado am Südrand der Ortschaft einige massiv gebaute Häuser zerlegte und die Trümmer über hunderte von Metern in den angrenzenden Feldern verstreute. Er riss Autos bis zu 70 m und Teile einer Landmaschine 180 m weit mit. Ein weiteres Haus wurde von seiner Gründung gehoben und 60 m weit verfrachtet, wobei es relativ unbeschädigt blieb. Der Verbleib eines aufgestellten Schwimmbeckens konnte nicht geklärt werden. Mehrere Bäume wurden entwurzelt. Noch eine weitere Person kam durch den Tornado in Marysville zu Tode. Der Tornado überquerte dann die Staatsgrenze nach Kentucky ins dortige Trimble County, wo er Scheunen und Mobilheime zerstörte sowie zahlreiche Bäume und Strommasten umriss, bevor er schließlich an Kraft verlor und sich auflöste.
Einige Tage nach dem Tornadoausbruch setzte ein Bewohner von New Pekin auf Facebook eine Seite auf, mit deren Hilfe vom Wind verwehte Gegenstände und auch Dokumente wie beispielsweise Highschool-Abschlussdiplome, die weit entfernt – bis hin nach Cincinnati in Ohio – ihren Eigentümern zurückgegeben werden konnten.

## Belege
1. ↑  20120302’s Storm Reports (1200 UTC - 1159 UTC), Storm Prediction Center, NOAA, abgerufen am 5. März
2. ↑  Jeff Masters: First U.S. billion-dollar disaster of 2012: March 2-3 tornado outbreak (Memento des Originals vom 9. April 2012 im Internet Archive)  Info: Der Archivlink wurde automatisch eingesetzt und noch nicht geprüft. Bitte prüfe Original- und Archivlink gemäß Anleitung und entferne dann diesen Hinweis.
3. ↑  Susan Guyett, John D. Stoll: UPDATE 7-Rescue, cleanups continue in US tornado zone, 39 dead. 3. März 2012, abgerufen am 5. März 2012 (englisch).
4. ↑  Stu Beitler: Jackson, MS Tornado, Mar 1966. GenDisasters, 8. Oktober 2007, archiviert vom Original am 25. März 2012; abgerufen am 4. März 2012 (englisch).  Info: Der Archivlink wurde automatisch eingesetzt und noch nicht geprüft. Bitte prüfe Original- und Archivlink gemäß Anleitung und entferne dann diesen Hinweis.
5. 1 2  Steve Goss: March 1, 2012 1730 UTC Day 2 Convective Outlook. In: Storm Prediction Center. National Oceanic and Atmospheric Administration, 1. März 2012, abgerufen am 3. März 2012 (englisch).
6. ↑  Rich Thompson, Elizabeth Leitman: March 2, 2012 1300 UTC Day 1 Convective Outlook. In: Storm Prediction Center. National Oceanic and Atmospheric Administration, 2. März 2012, abgerufen am 5. März 2012 (englisch).
7. 1 2 3  Ryan Jewell, Jaret Rogers: Mar 2, 2012 1630 UTC Day 1 Convective Outlook. In: Storm Prediction Center. National Oceanic and Atmospheric Administration, 2. März 2012, abgerufen am 5. März 2012 (englisch).
8. ↑  Corey Mead: PDS Tornado Watch 57. In: Storm Prediction Center. National Oceanic and Atmospheric Administration, 2. März 2012, abgerufen am 5. März 2012 (englisch).
9. 1 2  Corey Mead: PDS Tornado Watch 58. In: Storm Prediction Center. National Oceanic and Atmospheric Administration, 2. März 2012, abgerufen am 5. März 2012 (englisch).
10. ↑  Corey Mead: Tornado Watch 56. In: Storm Prediction Center. National Oceanic and Atmospheric Administration, 2. März 2012, abgerufen am 5. März 2012 (englisch).
11. ↑  Corey Mead: PDS Tornado Watch 62. In: Storm Prediction Center. National Oceanic and Atmospheric Administration, 2. März 2012, abgerufen am 5. März 2012 (englisch).
12. ↑  Greg Dial: Mesoscale Discussion 220. In: Storm Prediction Center. National Oceanic and Atmospheric Administration, 2. März 2012, abgerufen am 5. März 2012 (englisch).
13. ↑  Daily Weather Maps – Saturday March 3, 2012. National Weather Service, abgerufen am 5. März 2012 (englisch).
14. ↑  Darrow Smith: Mar 3, 2012 0600 UTC Day 1 Convective Outlook. In: Storm Prediction Center. National Oceanic and Atmospheric Administration, 3. März 2012, abgerufen am 5. März 2012 (englisch).
15. ↑  Chris Broyles: Mesoscale Discussion 228. In: Storm Prediction Center. National oceanic and Atmospheric Administration, 3. März 2012, abgerufen am 5. März 2012.
16. ↑  Brynn Kerr: Mesoscale Discussion 231. In: Storm Prediction Center. National Oceanic and Atmospheric Administration, 3. März 2012, abgerufen am 5. März 2012 (englisch).
17. ↑  Smith Darrow: Mar 4, 2012 0100 UTC Day 1 Convective Outlook. In: Storm Prediction Center. National Oceanic and Atmospheric Administration, abgerufen am 5. März 2012 (englisch).
18. ↑  SPC Storm Reports for 03/04/12. In: Storm Prediction Center. National Oceanic and Atmospheric Administration, 4. März 2012, abgerufen am 5. März 2012 (englisch).
19. 1 2 3 4  March 2, 2012 Tornado Outbreak. In: National Weather Service Office in Louisville, Kentucky. National Oceanic and Atmospheric Administration, 6. März 2012, abgerufen am 7. März 2012 (englisch).
20. ↑  Facebook helps tornado survivors find lost items. In: Associated Press. ABC Local News (WLS-TV), 12. März 2012, abgerufen am 15. März 2012 (englisch).